# Rejepmyrat Agabaýew
Rejepmyrat Agabaýew (sinh ngày 1 tháng 8 năm 1973) là một cầu thủ bóng đá Turkmenistan. Anh đại diện Đội tuyển bóng đá quốc gia Turkmenistan. Rejepmyrat đá trong trận thắng đậm nhất của Turkmenistan, một trận đấu trên sân nhà trước Đội tuyển bóng đá quốc gia Afghanistan khi Agabaýew ghi 1 trong 11 bàn thắng cho Turkmenistan.

## Bàn thắng quốc tế
| # | Ngày                | Địa điểm                                           | Đối thủ    | Tỉ số | Kết quả | Giải đấu |
| - | ------------------- | -------------------------------------------------- | ---------- | ----- | ------- | -------- |
| . | 25 tháng 4 năm 1997 | Sân vận động Nisa-Çandybil, Ashgabat, Turkmenistan | Azerbaijan | 1–0   | 2–0     | Giao hữu |